# Miguel Ángel Basílico
Miguel Ángel Basílico (Buenos Aires, 16 de junio de 1940-23 de octubre de 2021) fue un futbolista y entrenador de fútbol argentino.

## Biografía
Nacido en Buenos Aires, pronto eligió ser jugador de fútbol, debutando en Primera División a los 17 años, en Boca Juniors.Fue convocado por Vittorio Spinetto a la Selección para las eliminatorias al Mundial de Chile 1962.

## Trayectoria

### como jugador
Como jugador comenzó su trayectoria en las divisiones inferiores del Club Atlético Chacarita Juniors, de donde pasó a jugar y debutar como profesional en el Club Atlético Boca Juniors. Sus siguientes destinos fueron Vélez Sarsfield, Racing Club, Quilmes Atlético Club e Independiente Santa Fe y Millonarios de Colombia.
- 1957-1959 Boca Juniors
- 1960-1962 Vélez Sarsfield
- 1963 Racing Club
- 1965-1968 Quilmes
- 1969-1972 Independiente Santa Fe
- 1973 Millonarios[5]

### Como entrenador
Dirigió como entrenador a Bella Vista y Nacional de Uruguayy a Independiente Santa Fe de Colombia. A continuación estuvo dieciséis años dirigiendo en Emiratos Árabes Unidos, de donde volvió para dirigir al Durazno en la temporada 2010-11.
- 1975-1976 Quilmes
- 1979 Quilmes
- 1984 Unión de Santa Fe
- 1985 Chacarita Juniors
- 1985 Platense
- 1986 Quilmes